# Andrea Holmes (handisport)
Pour les articles homonymes, voir Andrea Holmes.
Andrea Holmes est une sportive handisport canadienne, née le 30 janvier 1982 à Vancouver. Elle pratique l'athlétisme et le ski alpin.

## Biographie
Andrea Holmes est née avec une malformation du pied gauche, qui est amputé et remplacé par une prothèse. 
Elle est quadruple championne du Canada de saut en longueur et triple championne du Canada du 100 mètres. Elle participe aux Jeux paralympiques d'été de 2004 et est une des porteuses de la flamme olympique lors des Jeux paralympiques d'été de 2008. Aux Jeux parapanaméricains de 2007, elle s'empare de la médaille de bronze en saut en longueur.
Elle se reconvertit dans le ski alpin en 2007 et participe aux Jeux paralympiques d'hiver de 2010.